# Nakajima (Fukushima)
Nakajima (中島村 Nakajima-mura?) es una villa localizada en la prefectura de Fukushima, Japón. En junio de 2019 tenía una población de 4.827 habitantes y una densidad de población de 255 personas por km². Su área total es de 18,92 km².

## Geografía

### Municipios circundantes
- Prefectura de Fukushima
  - Shirakawa
  - Yabuki
  - Izumizaki
  - Ishikawa

## Demografía
Según datos del censo japonés, la población de Nakajima ha disminuido en los últimos años.
| Año del censo | Población |
| ------------- | --------- |
| 1995          | 5.128     |
| 2000          | 5.274     |
| 2005          | 5.174     |
| 2010          | 5.154     |
| 2015          | 5.001     |